# Никольский (Курчатовский район)
Никольский — посёлок в Курчатовском районе Курской области. Входит в Колпаковский сельсовет.

## География
Посёлок находится в бассейне Реута, в 47 км к юго-западу от Курска, в 17,5 км к юго-западу от районного центра — города Курчатов, в 6 км от центра сельсовета – Новосергеевка.
Климат
Никольский, как и весь район, расположен в поясе умеренно континентального климата с тёплым летом и относительно тёплой зимой (Dfb в классификации Кёппена).

## Население
| 2002 | 2010 |
| ---- | ---- |
| 312  | ↘287 |

## Инфраструктура
Личное подсобное хозяйство. 2 магазины продуктов. Фельдшерско-акушерский пункт.

## Транспорт
Никольский находится в 30 км от федеральной автодороги М2 «Крым», в 15 км от автодороги регионального значения 38К-017 (Курск – Льгов – Рыльск – граница с Украиной), в 9,5 км от автодороги 38К-010 (M2 – Иванино), в 6 км от автодороги 38К-004 (Дьяконово – Суджа – граница с Украиной), на автодороге межмуниципального значения 38Н-086 (38К-004 – Любимовка – Имени Карла Либкнехта), в 16 км от ближайшей ж/д станции Блохино (линия Льгов I — Курск). Остановка общественного транспорта.

## Достопримечательности
- Две братские могилы